# Baeomorpha elongata
Baeomorpha elongata är en stekelart som beskrevs av Yoshimoto 1975. Baeomorpha elongata ingår i släktet Baeomorpha och familjen raggsteklar. Inga underarter finns listade.